# Митрохино (Калужская область)
Митрохино — опустевшая деревня в Медынском районе Калужской области Российской Федерации. Входит в сельское поселение «Деревня Варваровка».

## География
Находится в пределах Смоленско-Московской возвышенности Русской равнины. Рядом — деревня Кочубеевка (4 км) и Варваровка (8 км).

## История
В 1782 году деревня Митрохина — на суходоле и при колодцах, Ульяны Васильевной Александровой.
До упразднения уездно-губернского деления входило в состав Романовской волости Медынского уезда.

## Население
| 2002 | 2010 |
| ---- | ---- |
| 1    | ↘0   |

## Инфраструктура
Личное подсобное хозяйство с зоной сельскохозяйственного использования, индивидуальная застройка усадебного типа.

## Транспорт
Деревня доступна автотранспортом по просёлочной дороге.